# اهور
اهور (به انگلیسی: Ahor) یک منطقهٔ مسکونی در هند است که در راجستان واقع شده‌است.

## خصوصیات
اهور ۲٫۱۵ کیلومترمربع مساحت و ۱۴٬۶۲۳ نفر جمعیت دارد و ۱۸۳ متر بالاتر از سطح دریا واقع شده‌است.